# Hermann von Stengel (Gesandter)
Hermann Freiherr von Stengel (* 27. Juli 1872 Mülhausen, Elsass; † 31. Oktober 1954 in Gauting) war ein deutscher Offizier, Konsularbeamter und Gesandter.

## Leben
Stengels Eltern waren der Rechtswissenschaftler  Karl von Stengel und seine Frau Karoline geb. Ott. Hermann v. Stengel besuchte das Lyzeum in Straßburg, das Elisabet-Gymnasium und das Matthias-Gymnasium in Breslau und das  Königliche Neue Gymnasium in Würzburg. Nach dem Abitur diente er vom 1. Oktober 1890 bis zum 30. September 1891 als Einjährig-Freiwilliger in der  Bayerischen Armee. Zugleich war er 1890/91 an der Julius-Maximilians-Universität Würzburg für Rechtswissenschaft immatrikuliert. 1890 wurde er Corpsschleifenträger von  Bavaria Würzburg. Er verlängerte den Militärdienst bis zum 15. Mai 1893 und war seit dem 5. März 1892 Leutnant. Ab 1893 studierte er wieder Jura in Würzburg. Nach dem Ersten Examen am 19. Juli 1895 trat er in den Justiz- und Verwaltungsdienst des Königreichs Bayern. Das Assessorexamen bestand er im Dezember 1898.

### Konsularischer Dienst
Am 1. Oktober 1899 wurde er in den Auswärtigen Dienst (konsularische Laufbahn) einberufen. Nach einem Jahr in der Abteilung III (Recht) kam er am 5. Oktober 1900 in die Abteilung II (Handelspolitik), Referat Auswanderungswesen. Am 12. Juni 1901 wurde er zum Oberleutnant d. R. befördert. Seit dem 13. Mai 1902 am Generalkonsulat Yokohama, erhielt er am 12. März 1902 den Charakter als Vizekonsul. Am 21. April 1904 kam er an das Generalkonsulat Shanghai. Kommissarisch leitete er vom 22. Mai 1905 bis zum 19. Juni 1905 das Konsulat in  Hankau und im November/Dezember desselben Jahres das Konsulat in  Pakhoi. Danach in Urlaub, kam er im Februar 1906 in die Abt. II des AA (Handelspolitik). Am 16. Mai 1906 heiratete er die Fabrikantentochter Lina geb. Gonnermann. Er war seit dem 18. September 1906 ständiger Hilfsarbeiter und wurde am 21. Dezember 1906 als Legationsrat charakterisiert.
Vom 30. September 1911 bis zum 30. November 1920 war er Konsul in Madrid. Am 26. Juli 1914 wurde er zum Hauptmann der Landwehr und im Ersten Weltkrieg zum Major d. L. befördert. Vom 20. Februar 1920 bis zum 6. April 1920 war er mit der kommissarischen Leitung des Generalkonsulats Barcelona betraut. Vorübergehend im einstweiligen Ruhestand, war er vom 1. Dezember 1920 bis zum 4. Februar 1921 wieder in Barcelona. Danach beurlaubt, war er ab 4. Juli 1921 kommissarisch im AA beschäftigt (Abt. VIII, Recht).

### Gesandter
Zum 10. September 1921 wurde er als Gesandter mit der Wiedereinrichtung der deutschen Vertretung in La Paz betraut. Er übernahm die Geschäfte am 26. Januar 1922 und übergab das Beglaubigungsschreiben am 4. Februar. Seit dem 15. Oktober 1925 beurlaubt, wurde er am 25. Februar 1926 in den einstweiligen Ruhestand versetzt. 
In den endgültigen Ruhestand trat er kurz vor dem 61. Geburtstag am 18. Juli 1933.